# Larne
Larne (del irlandés: Latharna) es una ciudad costera e industrial del Condado de Antrim en Irlanda del norte. Tenía una población de 18.228 habitantes en el censo del 2001. Se ha usado como puerto marítimo durante al menos 1000 años.

## Demografía
En el censo de 2001, había 18.228 personas viviendo en Larne. De estas: 
- El 20,9% tenían menos de 16 años y el 21,2% tenían más de 60 años.
- El 48,2 de la población eran hombres y el 51,8% erean mujeres.
- El 26,2% eran católicos y el 70,7% eran protestantes.
- El 4,3% de la gente entre 16 y 74 años estaban desempleados.

## Ciudades hermanadas
- Clover, Carolina del Sur